# Bromoiodometano
Bromoiodometano é um halometano líquido misto muito solúvel em clorofórmio.
Seu ponto crítico é a 367,85 °C e 6.3 MPa e seu índice refrativo é 1,6382 (20 °C, D).
O caráter direcional das forças de halogênios em moléculas de halocompostos tem sido evidenciada por características estruturais de seus cristais.